# Рудже, Антониэтта
Антониэтта Рудже (порт. Antonietta Rudge; 13 июня 1885, Сан-Паулу — 13 июля 1974, там же) — бразильская пианистка и музыкальный педагог.

## Биография
Ученица Луиджи Кьяффарелли и Габриэля Жиродона. В 1907 и 1911 гг. гастролировала в Европе, получив высокую оценку Артура Рубинштейна, Шарля Видора и других выдающихся музыкантов. Рано оставив концертную деятельность, Рудже в большей степени преподавала, изредка возвращаясь на сцену для благотворительных концертов (известен, в частности, концерт 1959 г., на котором три выдающихся бразильских пианиста — Рудже, Гиомар Новаэс и Жуан де Соуза Лима — исполнили концерт Баха для трёх клавиров с оркестром). В 1959 г. Рудже основала консерваторию в городе Сантос и стала её первым директором.
Похоронена на кладбище Консоласан в г. Сан-Паулу.

## Личная жизнь
В 1906 году вышла замуж за футболиста Чарльза Миллера. Они развелись в 1925 году и Антониэтта вступила в отношения с поэтом Менотти Дель Пиккия.